# Begonia cariocana
Espèce
Begonia cariocana est une espèce de plantes de la famille des Begoniaceae. Ce bégonia est originaire du Brésil. L'espèce fait partie de la section Pritzelia. Elle a été décrite en 1983 par Lyman Bradford Smith (1904-1997) et Dieter Carl Wasshausen (1938-…), à la suite des travaux de Alexander Curt Brade (1881-1971). L'épithète spécifique « cariocana » fait référence au Serra da Carioca, un secteur du parc national de la Tijuca à Rio de Janeiro, où a été récoltée la plante étudiée par Brade.   

## Répartition géographique
Cette espèce est originaire du pays suivant : Brésil.